# Frédéric III de Nuremberg
Pour les articles homonymes, voir Frédéric III.
Frédéric III, dit der Erber, « l'Héritier » (vers 1220 – 14 août 1297, Cadolzburg), est burgrave de Nuremberg de 1261 à sa mort.

## Biographie
Fils de Conrad Ier de Nuremberg et d'Adélaïde von Frontenhausen, Frédéric III succède à son père comme burgrave de Nuremberg, gouvernant les territoires de la région de Hohenzollern à l'ouest de Nuremberg aux alentours de Cadolzburg. Il hérite du burgraviat de Bayreuth, mais cet héritage est à l'origine d'une querelle avec d'autres familles princières qui revendiquent également cette succession. Dans cette querelle, Frédéric III, burgrave de Nuremberg reçut l'appui du comte Guillaume de Hollande.
Frédéric III tente d'étendre la puissance de sa maison dans la vallée du Main, mais il se heurta à une résistance de la part des évêques et des membres de la Maison de Babenberg. En 1273, il participe à l'élection de l'empereur Rodolphe Ier de Habsbourg, qui lui accorde par la suite le titre de prince pour son burgraviat de Nuremberg. Frédéric III s'investit dans les services du Saint-Empire romain germanique : il est chargé du tribunal impérial, participe au conflit qui oppose Ottokar II de Bohême à Rodolphe et se distingue également à la bataille de Marchfeld, le 26 août 1278, au terme de laquelle il acquiert Arzberg.
À sa mort, son fils Jean Ier lui succède.

## Mariages et descendance

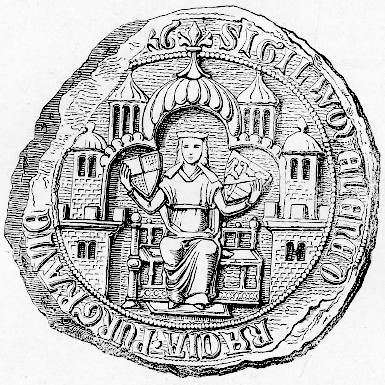
Sceau d'Hélène de Saxe, la deuxième épouse de Frédéric III.

En 1251, Frédéric III épouse Élisabeth (morte en 1273), fille du comte Othon Ier de Méranie. Cinq enfants sont nés de cette union :
- Jean (assassiné vers 1262) ;
- Sigismond (assassiné vers 1262) ;
- Marie (morte avant 1299), épouse le comte Louis V d'Oettingen ;
- Adélaïde (morte vers 1306), épouse le comte Henri II de Castell ;
- Élisabeth (morte vers 1288), épouse en premières noces Eberhard II de Schlüsselburg, puis en secondes noces Godefroi II de Hohenlohe.

Veuf, Frédéric III se remarie en 1275 avec Hélène (morte en 1309), fille du duc Albert Ier de Saxe. Trois enfants sont nés de cette union :
- Anne (morte vers 1357), épouse en 1295 le comte Emich Ier de Nassau-Hadamar (de) ;
- Jean Ier (vers 1279 – 1300), burgrave de Nuremberg ;
- Frédéric IV (1287-1332), burgrave de Nuremberg.